# Mulanje
Mulanje é um distrito do Malawi localizado na Região Sul. Sua capital é a cidade de Mulanje. Nesse distrito encontra-se o maciço de mesmo nome onde está situado o ponto mais elevado do Malawi que é o Sapitwa, com 3002 metros de altitude.